# Mélissa Gomes
Mélissa Gomes (Nogent-sur-Marne, 27 aprile 1994) è una calciatrice portoghese, attaccante dello Stade Reims e della nazionale portoghese.

## Carriera

### Nazionale
Grazie alla doppia cittadinanza, Gomes inizia ad essere convocata dalla federazione calcistica del Portogallo (Federação Portuguesa de Futebol - FPF) nel 2011, inserita in rosa dal tecnico Mónica Jorge nella formazione Under-19 impegnata nella doppia amichevole del 22 e 24 febbraio con le pari età della Finlandia, concluse la prima con la vittoria delle lusitane per 2-1 e la seconda pareggiata a reti inviolate e dove Gomes inizia entrambi gli incontri da titolare. Jorge decide di convocarla anche per la seconda fase di qualificazione al campionato europeo di Italia 2011, debuttando in un torneo ufficiale UEFA il 31 marzo 2011, nell'incontro perso 2-0 con la Norvegia. Gioca anche i due successivi incontri, con l'Inghilterra perso 3-0 e con la Croazia, nell'influente vittoria per 2-1, non riuscnddo la sua nazionale ad accedere alla fase finale. Indossa la maglia della Under-19 anche in occasione delle qualificazioni al successivo Europeo di Turchia 2012, condividendo con le compagne il percorso che vede il Portogallo disputare per la prima volta nella sua storia sportiva una fase finale di un torneo ufficiale UEFA con una formazione femminile.

## Palmarès

### Club
- Campionato francese di seconda divisione: 2

VGA Saint-Maur: 2014-2015
Stade Reims: 2018-2019

### Individuale
- Capocannoniere della Coppa di Francia: 1

2022-2023 (4 reti)